# Luke Boden
Pour les articles homonymes, voir Boden (homonymie).
Luke Boden est un footballeur anglais né le 26 novembre 1988 à Sheffield. Il évolue au poste de latéral gauche.

## Biographie
Le 26 janvier 2011, son contrat avec Sheffield est rompu par consentement mutuel. Il signe alors avec le club d'Orlando City SC pour évoluer en USL Pro (D3 nord-américaine). Le club obtient une place en MLS en 2015.

## Palmarès
- Champion de USL Pro en 2011, 2012 et 2014